# Brackettville
Brackettville è un centro abitato degli Stati Uniti d'America situato nella contea di Kinney (di cui è capoluogo) dello Stato del Texas.
La popolazione era di 1.688 persone al censimento del 2010.

## Geografia fisica
Brackettville è situata a 29°18′55″N 100°24′54″W (29.315349, -100.415120).
Secondo lo United States Census Bureau, ha un'area totale di 3,2 miglia quadrate (8,3 km²).

## Società

### Evoluzione demografica
Secondo il censimento del 2000, c'erano 1.876 persone, 618 nuclei familiari e 438 famiglie residenti nella città. La densità di popolazione era di 591,8 persone per miglio quadrato (228,5/km²). C'erano 766 unità abitative a una densità media di 241,6 per miglio quadrato (93,3/km²). La composizione etnica della città era formata dal 64,77% di bianchi, il 2,67% di afroamericani, lo 0,59% di nativi americani, lo 0,05% di asiatici, il 28,09% di altre razze, e il 3,84% di due o più etnie. Ispanici o latinos di qualunque razza erano il 74,36% della popolazione.
C'erano 618 nuclei familiari di cui il 38,5% aveva figli di età inferiore ai 18 anni, il 56,0% aveva coppie sposate conviventi, il 10,2% aveva un capofamiglia femmina senza marito, e il 29,1% erano non-famiglie. Il 27,3% di tutti i nuclei familiari erano individuali e il 15,9% aveva componenti con un'età di 65 anni o più che vivevano da soli. Il numero di componenti medio di un nucleo familiare era di 3,00 e quello di una famiglia era di 3,72.
La popolazione era composta dal 33,5% di persone sotto i 18 anni, il 7,4% di persone dai 18 ai 24 anni, il 24,6% di persone dai 25 ai 44 anni, il 19,2% di persone dai 45 ai 64 anni, e il 15,4% di persone di 65 anni o più. L'età media era di 33 anni. Per ogni 100 femmine c'erano 98,5 maschi. Per ogni 100 femmine dai 18 anni in giù, c'erano 96,4 maschi.
Il reddito medio di un nucleo familiare era di 19.410 dollari e quello di una famiglia era di 24.063 dollari. I maschi avevano un reddito medio di 21.806 dollari contro i 14.773 dollari delle femmine. Il reddito pro capite era di 9.332 dollari. Circa il 31,2% delle famiglie e il 33,4% della popolazione erano sotto la soglia di povertà, incluso il 37,3% di persone sotto i 18 anni e il 30,2% di persone di 65 anni o più.